# 兄弟姉妹間の虐待
兄弟姉妹間の虐待（きょうだいしまいかんのぎゃくたい）は、兄弟姉妹による虐待（いじめ、身体的虐待、心理的虐待、性的虐待）である。
主に「兄」「弟」「姉」「妹」からの虐待を指す。「（再婚した）継母・継父（養家）の連れ子からの虐待」や「半血兄弟姉妹間の虐待」、「いとこからの虐待」は有名だが、全血の兄弟姉妹からの虐待も多いと言われる。

## 情勢
- コニー・ジャクソンは年上のいとこからの虐待を受けたことが過食の原因になっていた。
- 連続ピストル射殺事件の犯人・永山則夫はネグレクトに加え兄や姉たちから虐待を受けていた犠牲者でもあることが明かされている。
- 伊勢崎市同居女性餓死事件を取り上げた週刊誌で、事件の加害者が少年時代の頃、姉に様々な虐待を加えていたと報道され話題となった。